# Bust, Bas-Rhin

Bust este o comună în departamentul Bas-Rhin, Franța. În 1 ianuarie 2022 avea o populație de 462 de locuitori.